# ۹۶ (پیش از میلاد)
۹۶ (پیش از میلاد) ۹۶مین سال قبل از تقویم میلادی است.